# Lucia Sauca
Lucia Sauca –nombre de casada, Lucia Toader– (30 de septiembre de 1963-diciembre de 2013) fue una deportista rumana que compitió en remo.
Participó en los Juegos Olímpicos de Los Ángeles 1984, obteniendo una medalla de plata en la prueba de ocho con timonel. Ganó tres medallas en el Campeonato Mundial de Remo entre los años 1985 y 1987.

## Palmarés internacional
| Juegos Olímpicos   | Juegos Olímpicos             | Juegos Olímpicos  | Juegos Olímpicos   |
| Año                | Lugar                        | Medalla           | Prueba             |
| ------------------ | ---------------------------- | ----------------- | ------------------ |
| 1984               | Los Ángeles (Estados Unidos) | Medalla de plata  | Ocho con timonel   |
| Campeonato Mundial |                              |                   |                    |
| Año                | Lugar                        | Medalla           | Prueba             |
| 1985               | Malinas (Bélgica)            | Medalla de bronce | Ocho con timonel   |
| 1986               | Nottingham (Reino Unido)     | Medalla de oro    | Cuatro con timonel |
| 1987               | Copenhague (Dinamarca)       | Medalla de oro    | Ocho con timonel   |